# Krisse Salminen
Krisse Salminen, właśc. Heidi Kristiina Salminen (ur. 28 maja 1976 w Finlandii) – fińska prezenterka telewizyjna i artystka komediowa.
Jest córką fińskiego prezentera telewizyjnego, Reijo Salminena.
Jest jedną z głównych postaci fińskiego stand-upu, w którym odgrywa rolę nastolatki ubierającej się w różowe ubrania, noszącej diadem księżniczki i naśladującej przesadnie helsiński styl mówienia.
W 2007 była współprowadzącą 52. Konkursu Piosenki Eurowizji – prowadziła rozmowy z uczestnikami z kulisami koncertu.

## Nagrody i wyróżnienia
- 2002 – Zwyciężczyni konkursu Fiński Stand Up Club New Stand Up Comedian 2002
- 2004 – The Hoot of Year
- 2004 – Telvis (Najlepsza prezenterka telewizyjna)
- 2004 – Venla (Najlepsza prezenterka w show Krisse)